# Parageaya
Genre
Synonymes
- Corderobunus Mello-Leitão, 1938

Parageaya est un genre d'opilions eupnois de la famille des Sclerosomatidae.

## Distribution
Les espèces de ce genre se rencontrent en Amérique.

## Liste des espèces
Selon World Catalogue of Opiliones (13/05/2021) :
- Parageaya albifrons Goodnight & Goodnight, 1942
- Parageaya bielawskii Staręga, 1970
- Parageaya ciliata Mello-Leitão, 1933
- Parageaya corderoi (Mello-Leitão, 1936)
- Parageaya schubarti (Roewer, 1953)
- Parageaya vittata (Mello-Leitão, 1940)

## Publication originale
- Mello-Leitão, 1933 : « Quatro novos Palpatores neotropicos. » Annaes da Academia Brasileira de Sciencias, vol. 5, p. 99–103.